# Ben O’Connor (kolarz)
Ben Alexander O’Connor (ur. 25 listopada 1995 w Subiaco) – australijski kolarz szosowy.

## Osiągnięcia
Opracowano na podstawie:

2016
- 3. miejsce w mistrzostwach Australii U23 (jazda ind. na czas)
- 1. miejsce w New Zealand Cycle Classic
  - 1. miejsce na 4. etapie
- 3. miejsce w Tour de Taiwan
- 3. miejsce w Tour de Savoie Mont-Blanc

2017
- 1. miejsce na 5. etapie Österreich-Rundfahrt

2018
- 1. miejsce w klasyfikacji młodzieżowej Tour of the Alps
  - 1. miejsce na 3. etapie

2020
- 1. miejsce na 4. etapie Étoile de Bessèges
- 1. miejsce na 17. etapie Giro d’Italia

2021
- 4. miejsce w Tour de France
  - 1. miejsce na 9. etapie

2022
- 1. miejsce na 3. etapie Volta Ciclista a Catalunya
- 1. miejsce w Tour du Jura
- 3. miejsce w Critérium du Dauphiné

2023
- 3. miejsce w Critérium du Dauphiné

2024
- 1. miejsce w Vuelta a Murcia
- 2. miejsce w UAE Tour
  - 1. miejsce na 3. etapie
- 2. miejsce w Tour of the Alps
- 4. miejsce w Giro d’Italia
- 2. miejsce w Vuelta a España
  - 1. miejsce na 6. etapie
- 1. miejsce w mistrzostwach świata (mieszana jazda druż. na czas)
- 2. miejsce w mistrzostwach świata (start wspólny)

## Starty w Wielkich Tourach
| Grand Tour | 2018 | 2019 | 2020 | 2021 | 2022 | 2023 | 2024 |
| ---------- | ---- | ---- | ---- | ---- | ---- | ---- | ---- |
| Giro       | DNF  | 32.  | 20.  | -    | -    | -    | 4.   |
| Tour       | -    | -    | -    | 4.   | DNF  | 17.  | -    |
| Vuelta     | -    | 25.  | -    | -    | 8.   | -    | 2.   |

## Rankingi
| Rok              | 2015 | 2016 | 2017 | 2018 | 2019 | 2020 | 2021 | 2022 | 2023 | 2024 |
| ---------------- | ---- | ---- | ---- | ---- | ---- | ---- | ---- | ---- | ---- | ---- |
| UCI World Tour   |      | -    | 258. | 175. |      |      |      |      |      |      |
| World Ranking    |      | 480. | 447. | 378. | 535. | 194. | 40.  | 39.  | 53.  | 4.   |
| UCI Europe Tour  | -    | 967. | 567. | 458. |      |      |      |      |      |      |
| UCI Asia Tour    | -    | 107. | 158. | -    |      |      |      |      |      |      |
| UCI Oceania Tour | 58.  | 31.  | -    | 94.  | 31.  | 14.  | 2.   | 3.   | 4.   | -    |
|                  |      |      |      |      |      |      |      |      |      |      |
| Źródło: UCI      |      |      |      |      |      |      |      |      |      |      |